# Santander Cycles

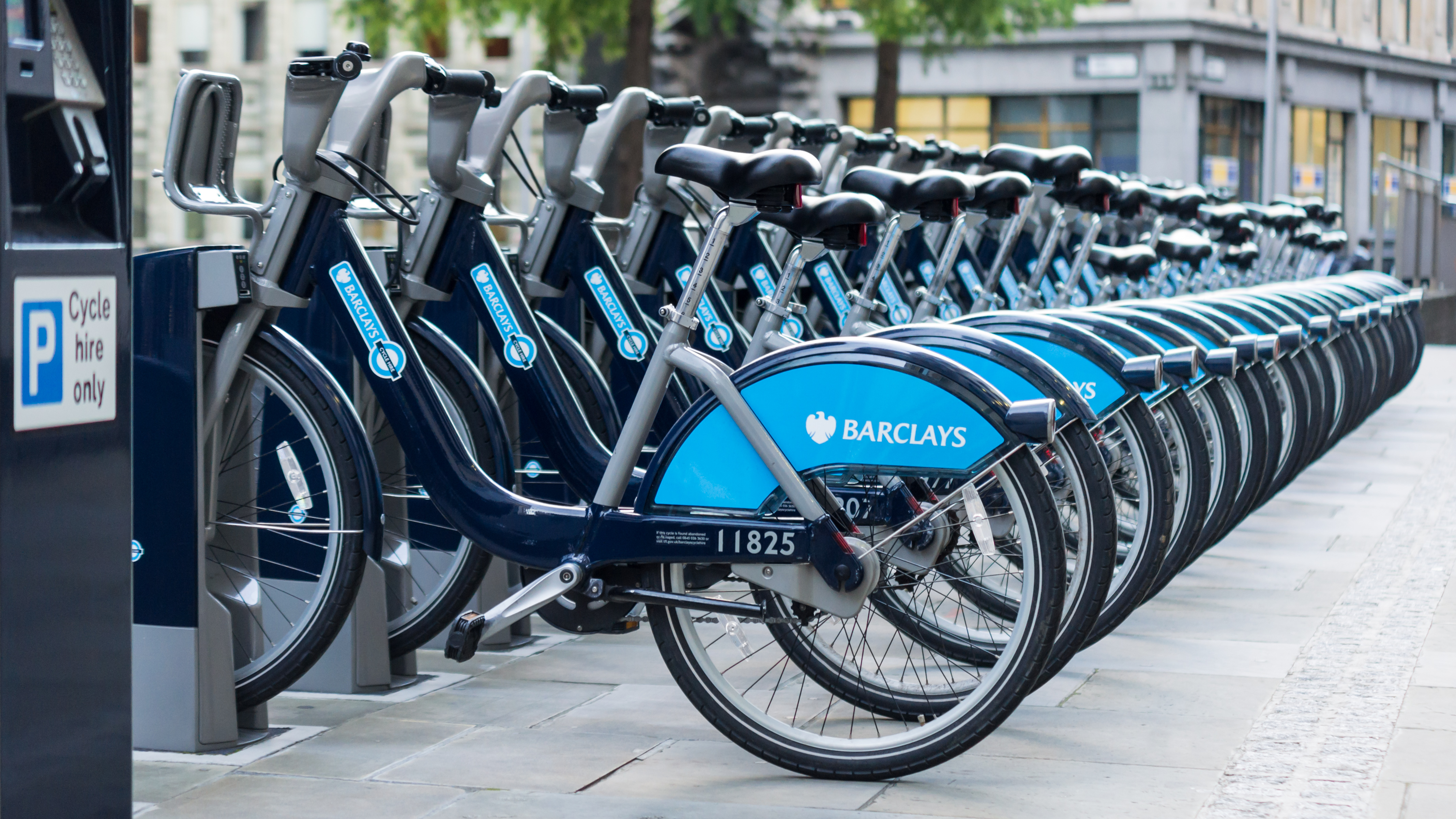
Rowery Barclays Cycle Hire w stacjach dokujących

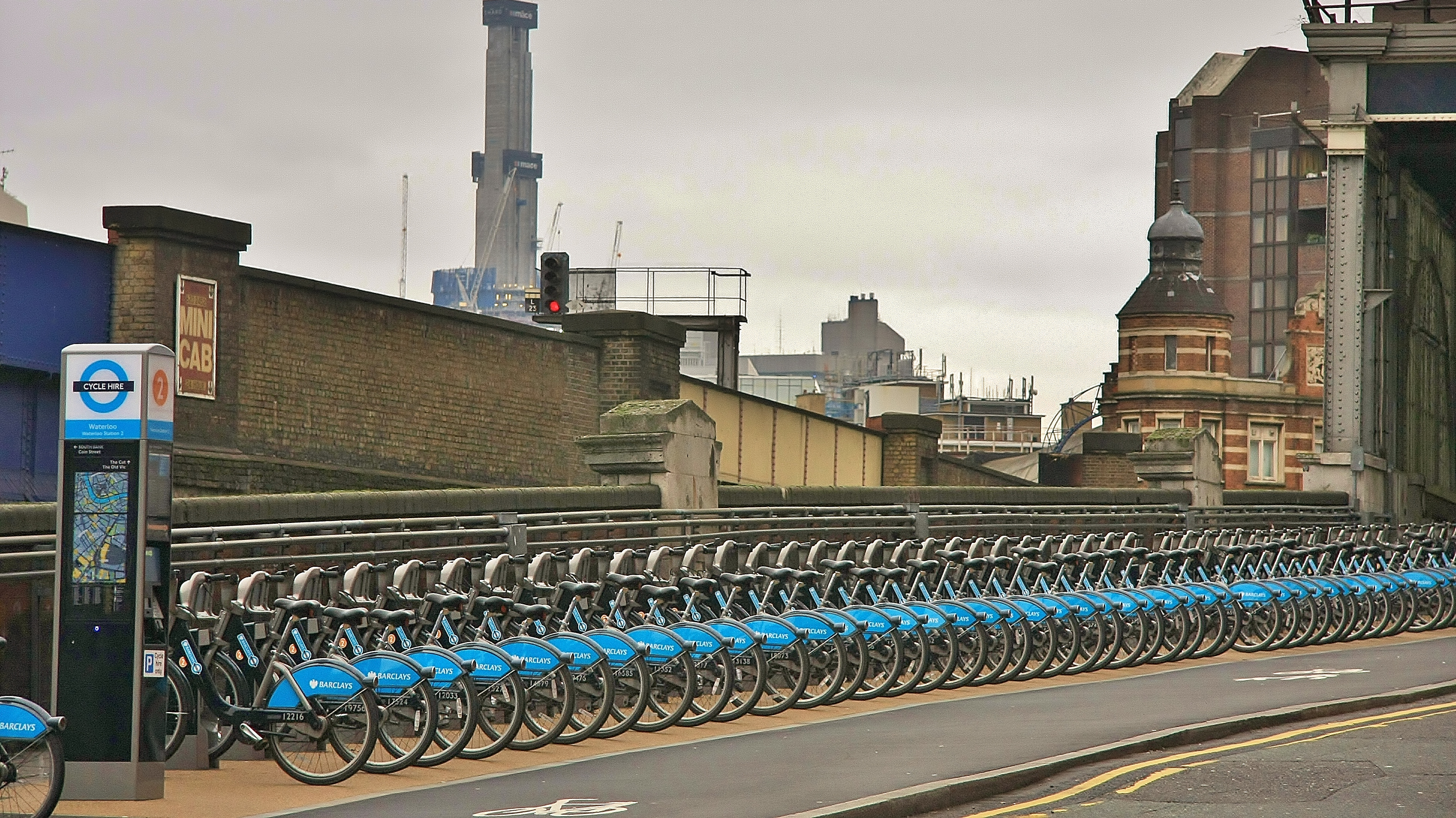
Duża stacja dokująca przy stacji Waterloo

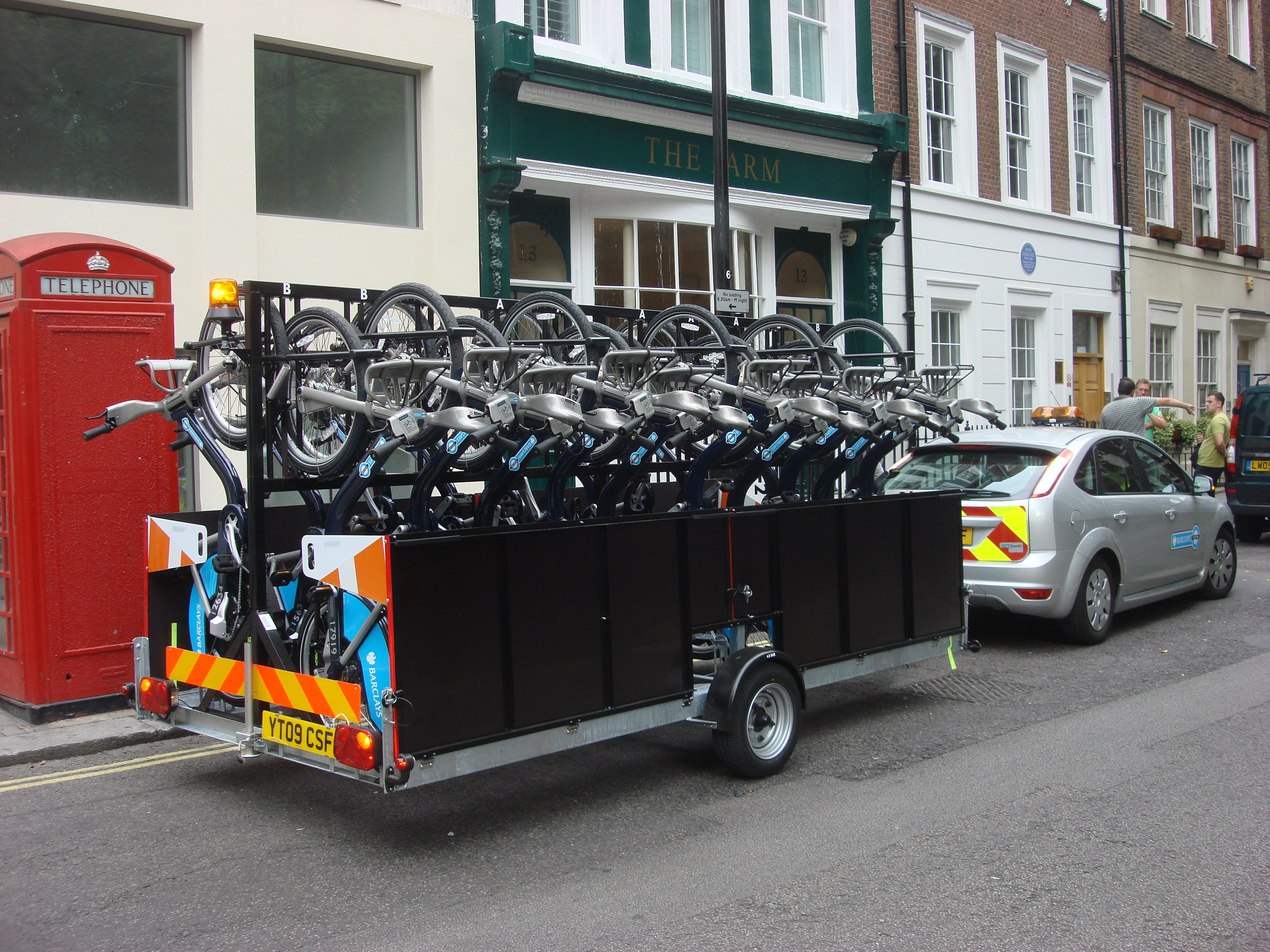
Specjalny samochód przystosowany do przewozu rowerów

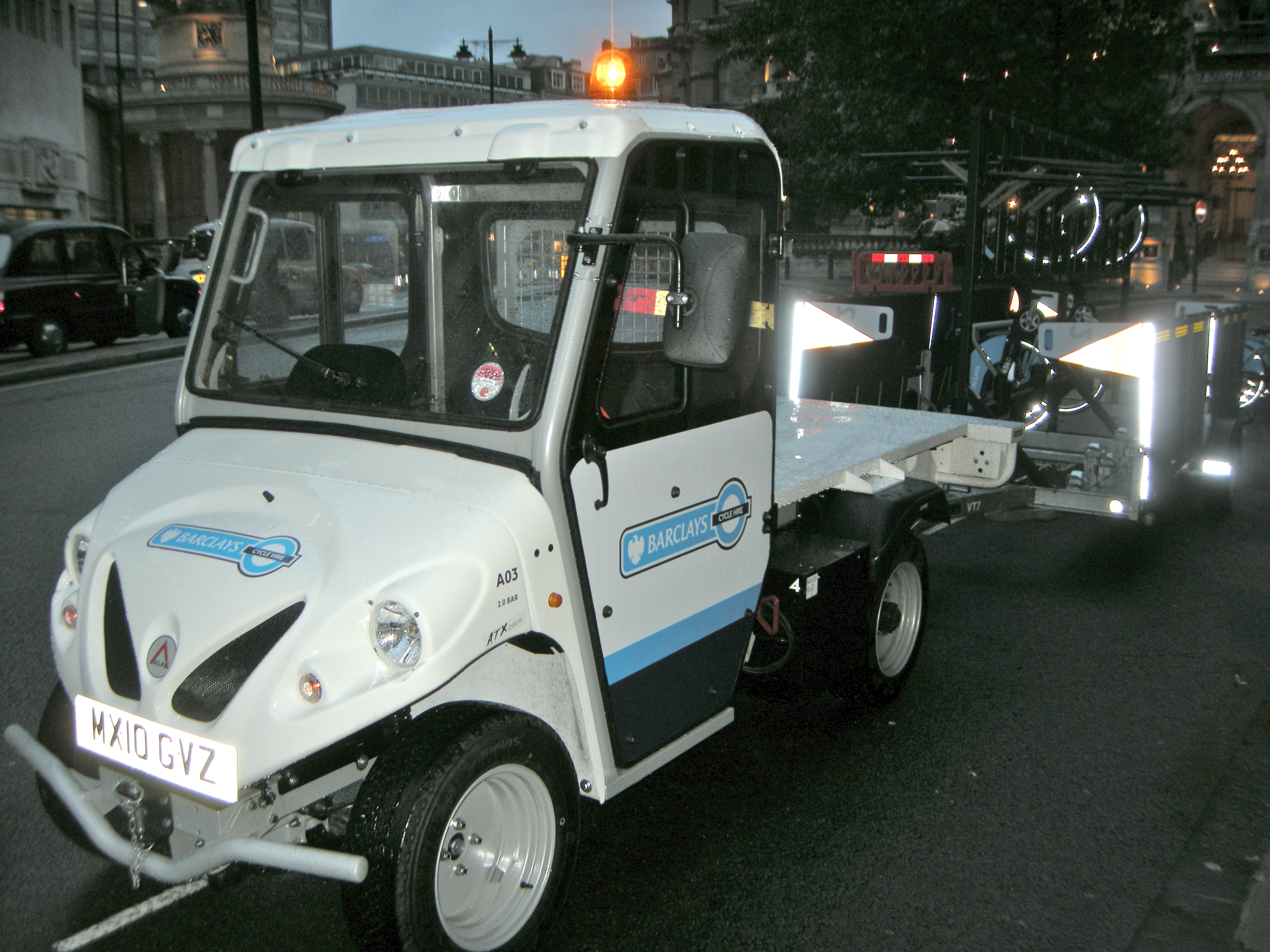
Samochód dostawczy

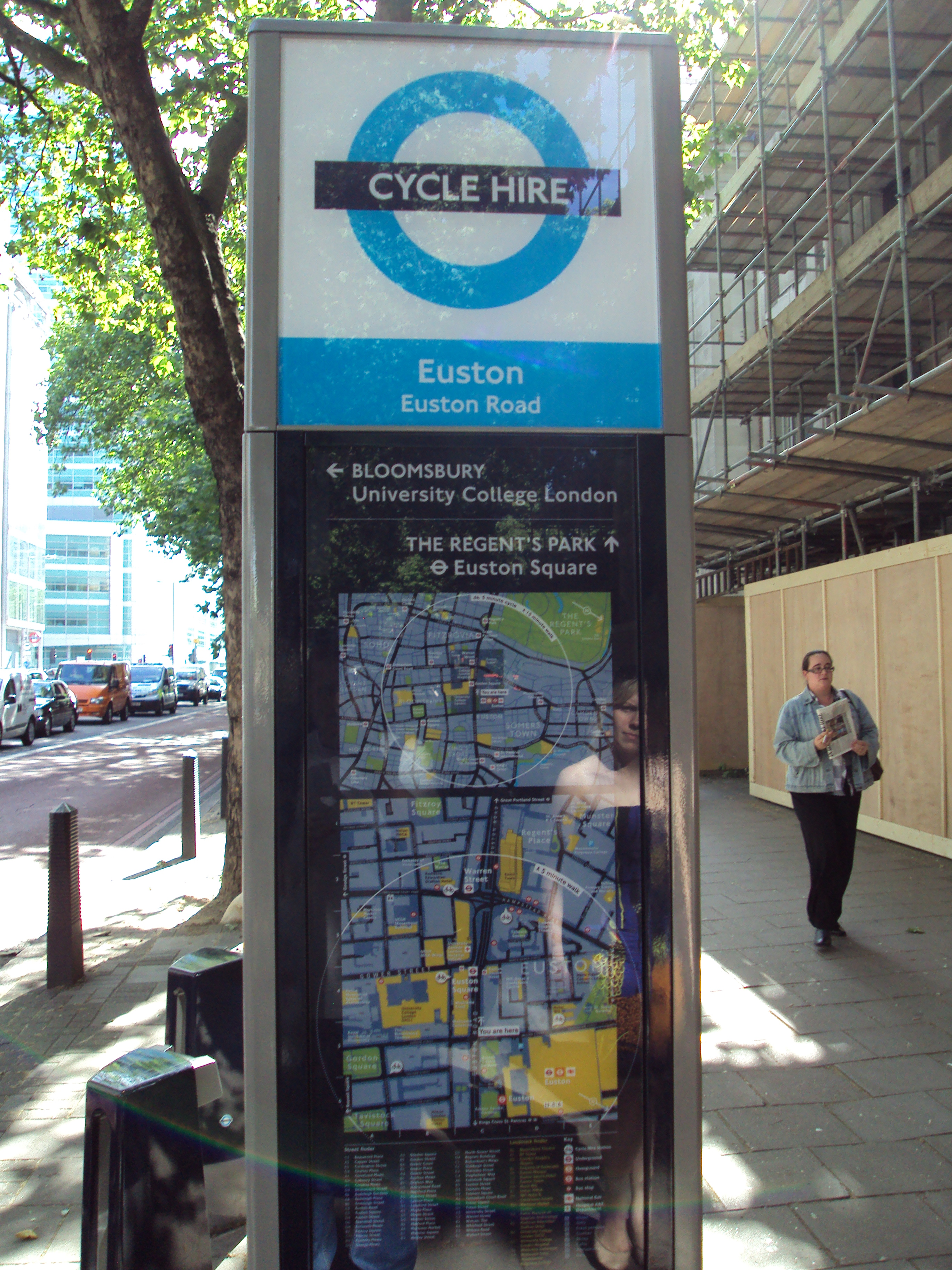
Terminal

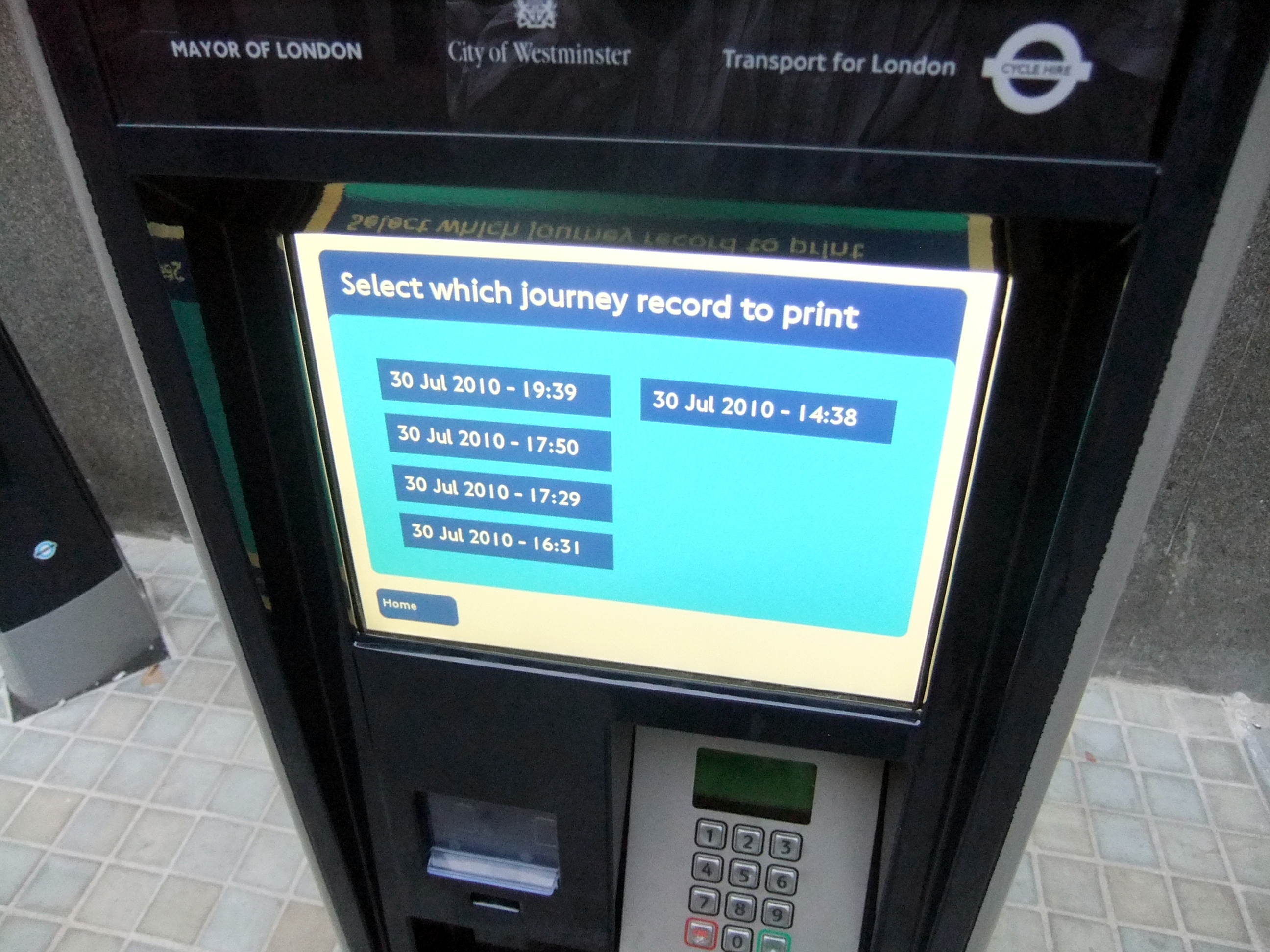
Ekran terminala

Santander Cycles – system odpłatnego wypożyczania rowerów, działający w ramach Transport for London. Projekt został uruchomiony 30 lipca 2010 roku w Londynie (Wielka Brytania). Rowery, a także cały system, powszechnie zwane są Boris Bikes (rowery Borysa) – od imienia burmistrza Londynu Borisa Johnsona.
Santander Cycles rozpoczął działalność z 5000 rowerów i 315 stacjami dokującymi, zlokalizowanymi w City of London i 7 spośród 32 gmin Londynu. Początkowo wypożyczenie roweru wymagało wstępnej opłaty rejestracyjnej, uiszczanej w celu uzyskania elektronicznego klucza dostępu. 3 grudnia 2010 roku zasady wypożyczania zmieniono na korzyść chętnych do okazjonalnego korzystania z usług systemu. Po zmianach nie wymaga się już rejestracji. Jedynym warunkiem jest posiadanie ważnej karty debetowej bądź kredytowej.
Koszt wdrożenia projektu i jego funkcjonowania przez sześć lat został oszacowany na 140 milionów funtów. System jest pierwszym w strukturze Transport for London, który przyniósł zyski już po 10 tygodniach od jego wprowadzenia (w założeniach miał przynosić zyski po trzech latach od inauguracji). Przez 5 pierwszych lat, do marca 2015 r. system był sponsorowany przez bank Barclays, który zasilił program 25 milionami funtów (18% początkowych kosztów) w ciągu pięciu lat. System nosił wtedy nazwę Barclays Cycle Hire. Od kwietnia 2015 r. głównym sponsorem jest Banco Santander.
Realizacja programu została zlecona spółce Serco, która jest również operatorem systemu. Rowery i stacje dokujące są produkowane w Kanadzie. Oparte są na systemie Bixi, działającym w Montrealu i innych kanadyjskich miastach.

## Działanie systemu
Regularni użytkownicy mogą zarejestrować się na stronie internetowej Transport for London, by uzyskać dzienny, tygodniowy bądź roczny dostęp do korzystania z rowerów. Następnie TfL wysyła drogą pocztową elektroniczny klucz dostępu, który kosztuje 3 £. Klucz jest aktywowany przed pierwszym użyciem. Na jedno konto użytkownika można zarejestrować cztery klucze. Po włożeniu klucza do gniazda w stacji dokującej użytkownik otrzymuje informację o weryfikacji konta (pomarańczowe światło) oraz o zwolnieniu blokady roweru (zielone światło).
Od 3 grudnia 2010 roku BCH dostępny jest dla niezarejestrowanych w TfL użytkowników. Posiadacze kart MasterCard, Visa lub kart debetowych (z chipem i PIN-em) mogą wypożyczyć rower dzięki instrukcjom wyświetlanym na ekranie terminalu. Po wykupieniu dostępu (na 24 godziny lub 7 dni) pierwszych 30 minut podróży jest bezpłatne. Opłaty za korzystanie z roweru dla użytkowników niezarejestrowanych w TfL są takie same jak dla użytkowników zarejestrowanych.

## Rowery

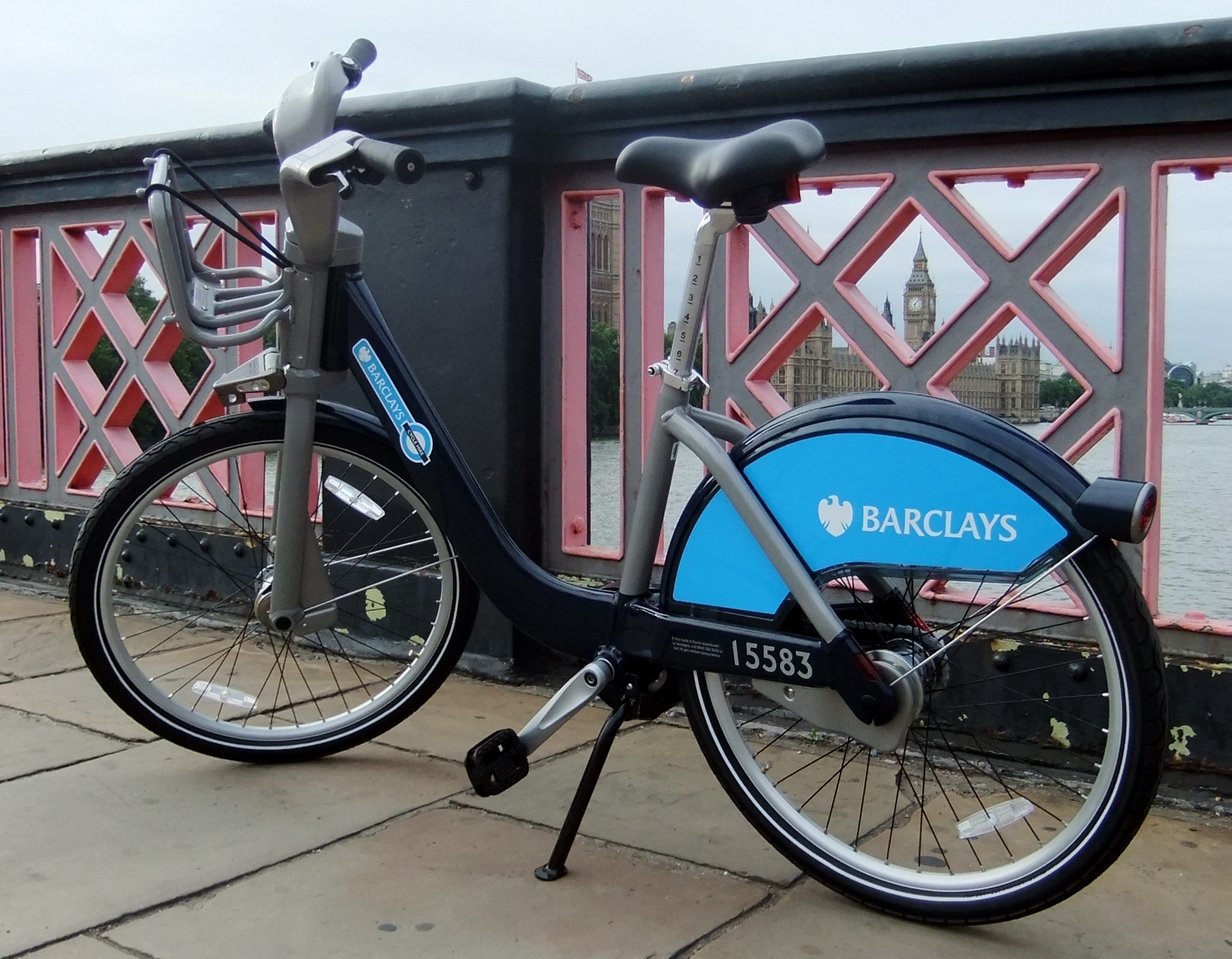
Rower Barclays Cycle Hire

Każdy rower wyposażony jest w funkcje, mające na celu zapewnienie komfortu jazdy i bezpieczeństwa użytkownikom, w tym:
- opony o zwiększonej trwałości odporne na przebicia,
- hamulce na obu kołach,
- trzybiegowy układ napędowy,
- osłona łańcucha i błotniki
- zasilane dynamem przednie i tylne światła, działające gdy rower pozostaje w ruchu, a także 2 minuty po jego zatrzymaniu,
- dzwonek na kierownicy,
- mały bagażnik przed kierownicą wyposażony w elastyczną linkę przytrzymującą bagaż,
- regulowana wysokość siodełka,
- numer przy tylnym kole jednoznacznie identyfikujący każdy rower.

## Stacje dokujące

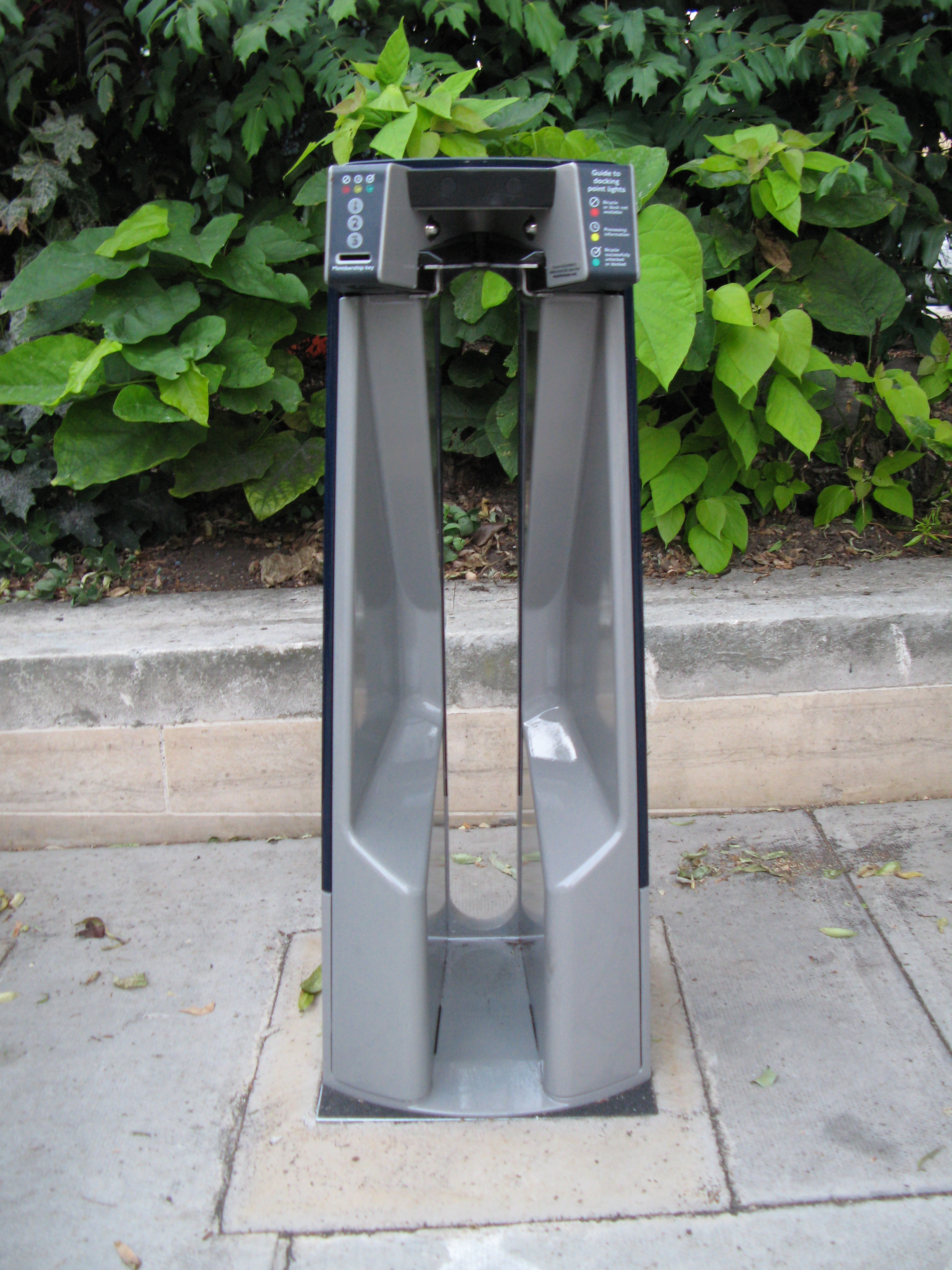
Stacja dokująca Barclays Cycle Hire

Stacje dokujące składają się z terminali i punktów dokowania, gdzie mocowane są rowery. Terminale wyposażone są w ekran umożliwiający:
- wynajęcie roweru przez użytkowników nie posiadających elektronicznego klucza,
- wydruk historii podróży,
- znalezienie innych stacji dokujących w przypadku, gdy wybrana jest pusta bądź pełna,
- uzyskanie dodatkowego czasu w przypadku, gdy rower należy zadokować w innej stacji,
- podgląd mapy ulic,
- przejrzenie informacji o kosztach podróży.

## Odbiór i krytyka
W ciągu pierwszych dziesięciu tygodni działania BCH 90 tys. użytkowników zarejestrowało się na stronie Transport for London, a następnie odbyło milion przejazdów. Użytkownik, który odbył milionową podróż, w nagrodę otrzymał roczne darmowe członkostwo w programie dla siebie i trzech swoich znajomych.
Przez pierwsze trzy miesiące od uruchomienia usługi 95% podróży trwało mniej niż pół godziny, dając Transport for London przychody jedynie z opłaty dostępowej. W tym czasie system wygenerował przychód 323 545 £, co daje 3370 £ dziennie. Jedynie 72 700 z 1,4 miliona podróży uzyskały przychód, z tego 44% pochodziło z opłat 150 £ za „późny zwrot”.
Krytycznie podchodzono do systemu naliczania opłat za dostęp i użytkowanie. Pierwszych 30 minut użytkowania były zwolnione z opłat. Aby w dalszym ciągu korzystać za darmo z usługi, należy zadokować rower i odczekać 5 minut. Taki system sprawia, iż faktyczny przychód firmy jest uzależniony od wysokości nakładanych kar (np. za zniszczenie czy nieoddanie pojazdu) i opłat za późne zwroty.
Użytkownicy BCH skarżyli się m.in. na problemy z systemem komputerowym, obsługującym BCH, błędnie naliczane opłaty za przejazdy i problemy ze stacjami dokującymi. Niektórzy użytkownicy zauważyli również, że rowery są zbyt ciężkie (23 kilogramy) i nieporęczne.

## Naprawa
Według Transport for London w ciągu pierwszych sześciu miesięcy 2/3 rowerów musiało zostać poddanych naprawom. Spółka Serco naprawiała ponad 30 rowerów dziennie. Do lutego 2011 roku trzy rowery zostały zupełnie zniszczone podczas użytkowania, a kolejnych 10 zostało skradzionych. Sześć stacji dokujących zostało uderzonych przez pojazdy mechaniczne, a kolejnych sześć zdewastowano.

## Opłaty
Użytkownicy BCH dokonują opłat za dostęp i użytkowanie:
Opłaty za dostęp
| Czas  | 24 godziny | 7 dni | Rok  |
| Koszt | 2 £        | 10 £  | 90 £ |

Opłaty za użytkowanie
Opłaty za korzystanie mają na celu podtrzymywanie stałego obiegu rowerów. W rezultacie, podczas gdy pierwszych 30 minut jest zwolnionych z opłat, późniejsze koszty znacznie rosną. Jeśli użytkownik zadokuje rower, musi upłynąć pięć minut, nim będzie mógł pobrać kolejny za darmo.
| Czas   | 30 min   | 1 h | 1 h 30 min | 2 h | 2 h 30 min | 3 h  | 6h   | 24 h |
| Stawka | za darmo | 1 £ | 4 £        | 6 £ | 10 £       | 15 £ | 35 £ | 50 £ |

Pozostałe opłaty
| Wydarzenie | Późny zwrot | Uszkodzenie roweru | Niezwrócenie roweru |
| Koszt      | 150 £       | do 300 £           | 300 £               |